# Канал имени Карла Гейне
Канал имени Карла Гейне (нем. Karl-Heine-Kanal) — искусственный водовод на западе немецкого города Лейпциг в федеральной земле Саксония, соединяющий реку Вайсе-Эльстер с гаванью в Линденау. Имеющий длину порядка 3,3 км, канал пересечён 15 мостами, и открыт для использования малыми судами. Входит в список памятников культуры Лейпцига.
Строительство водной магистрали велось с 1856 по 1864 году по инициативе лейпцигского юриста и пионера индустриализации Карла Гейне, и было первым реализованным этапом обустройства судоходного канала между реками Вайсе-Эльстер и Заале, который должен был обеспечить лейпцигской промышленности дешёвое транспортное сообщение с крупными речными системами Европы.
Первый отрезок канала был открыт 25 июня 1864 года, в 1887 году достигнув прусского Цайцского вокзала (в настоящее время вокзал S-Bahn Плагвиц). Проект однако не смог получить государственной поддержки, оставшись фактически частной инициативой фабрикантов из западных предместий Лейпцига, и постоянно сталкивался с финансовыми и техническими проблемами, замедлявшими ход работ. В 1890—1898 годах канал был продлён до нынешнего моста Луизы (нем. Luisenbrücke), где строительство остановилось в ожидании выемки обширной торговой гавани в Линденау (нем. Lindenauer Hafen, начата в 1938 году, проект остался незавершённым).
Во времена ГДР канал пришёл в полное запустение, в том числе в результате длительного сброса неочищенных технических вод текстильной, химической и тяжёлой промышленности, и был рекультивирован лишь в 1990-х годах. При этом на северном берегу канала им. Карла Гейне была проложена вело-пешеходная дорожка, быстро завоевавшая популярность горожан.
В 2007 году с целью подстегнуть развитие водного туризма городским советом Лейпцига было принято решение о строительстве последнего участка канала длиной 665 м, призванного соединенить канал с гаванью. 2 июля 2015 года он был открыт для судоходства.